# إتنا دو سول
إتنا دو سول بلدية في ولاية بارانا في المنطقة الجنوبية من البرازيل.